# Orchidometer

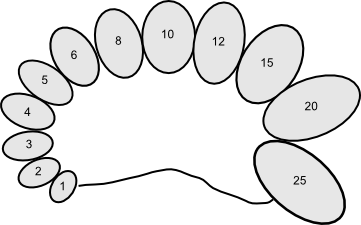
Een zaadbal wordt gemeten met behulp van een orchidometer.

Een orchidometer is een medisch instrument dat gebruikt wordt om het volume van de testes te meten.
De orchidometer werd geïntroduceerd in 1966 door de pediatrisch endocrinoloog Andrea Prader van de Universiteit Zürich. Dit instrument bestaat uit een snoer met hieraan twaalf genummerde houten of plastieken kralen geregen. De grootte van deze kralen varieert van 1 tot 25 milliliter.
De kralen worden vergeleken met de testes van de patiënt waarna het volume afgelezen wordt van de kraal. De grootte van de testes voor de puberteit bedraagt 1 à 3 ml, waardes gedurende de puberteit zijn 4 à 12 ml en volwassen waardes zijn 12 à 25 ml.
De orchidometer kan gebruikt worden om het testesvolume accuraat te meten. Een discrepantie tussen het testesvolume en andere ontwikkelingsparameters kan optreden bij verscheidene ziektes. Kleine testes kunnen het gevolg zijn van primair of secundair hypogonadisme. Het testesvolume kan helpen een onderscheid te maken tussen verscheidene types van vervroegde puberteit. Een orchidometer kan het begin van de puberteit markeren omdat een toename van het testesvolume vaak een eerste teken is van deze levensfase. Vergrote testes (macro-orchidisme) kunnen een teken zijn van het fragiele-X-syndroom, een van de meest frequent voorkomende oorzaken van zwakzinnigheid.
Voor transgender meisjes wordt een orchidometer ook gebruikt om te bepalen wanneer er met puberteitsremmers kan worden gestart. Dit is mogelijk vanaf Tannerstadium 2
en een leeftijd van ten minste 11 jaar. Een endocrinoloog of kinderarts gaat hierbij uit van een volume van 4 ml.

## Digitale orchidometer
Een orchidometer is ook beschikbaar als mobiele app. Hoewel een app niet even accuraat is als een echte orchidometer,
kan hiermee thuis het volume van de testes worden gemeten. Dit kan onder andere een indicatie geven voor:
- Ontwikkeling van de geslachtsorganen
- Tannerstadium en leeftijd
- Syndroom van Klinefelter
- Testisatrofie

## Lees verder
- Tannerstadia: Over de lichamelijke veranderingen in de puberteit.
- Prader, A., "Testicular size: Assessment and clinical importance", Triangle, 1966, vol. 7, pp. 240 - 243
- Taranger, J., Engström, I., Lichtensten, H., Svenberg-Redegren, I., "Somatic Pubertal Development", Acta Pediatr. Scand. Suppl. 1976, vol. 258, pp. 121 - 135